# Szürkevállú cinege
A szürkevállú cinege (Poecile  sclateri) a verébalakúak (Passeriformes) rendjébe, ezen belül a cinegefélék (Paridae) családjába tartozó faj.
Magyar neve forrással nincs megerősítve, lehet, hogy a német név tükörfordítása (Grauflankenmeise), vagy angolul mexikói cinege (Mexican Chickadee).

## Rendszerezés
Egyes rendszerezők a Parus nembe sorolják Parus  sclateri néven.

## Előfordulása
Az Amerikai Egyesült Államok délnyugati részén és Mexikó területén honos. Állandó, nem vonuló madár.

## Alfajai
- Poecile sclateri eidos (J. L. Peters, 1927)
- Poecile sclateri sclateri (Kleinschmidt, 1897)

## Megjelenése
Testhossza 12,5–13,5 centiméter, szárnyfesztávolsága 18–21 centiméter, testtömege pedig 7,5–11 gramm.